# Brussels Challenger 1980
Il Brussels Challenger 1980 è stato un torneo di tennis facente parte della categoria ATP Challenger Series nell'ambito dell'ATP Challenger Series 1980. Il torneo si è giocato a Bruxelles in Belgio dal 25 al 31 agosto 1980 su campi in terra rossa.

## Vincitori

### Singolare
Kjell Johansson ha battuto in finale  Georges Goven con il punteggio di 6–3, 6–4

### Doppio
Eddie Edwards /  Craig Edwards hanno battuto in finale  Doug Adler /  Chris Johnstone con il punteggio di 6–1, 6–2